# Rheingau-Taunus-Kreis
Rheingau-Taunus-Kreis je okrug u njemačkoj pokrajini Hessen. Po popisu iz 2008. 183.487 stanovnika živi u okrugu površine 811,48 km².

## Gradovi i općine u okrugu
| Gradovi | Općine |
| --- | --- |
| 1. Bad Schwalbach 2. Eltville 3. Geisenheim 4. Idstein 5. Lorch 6. Oestrich-Winkel 7. Rüdesheim 8. Taunusstein | 1. Aarbergen 2. Heidenrod 3. Hohenstein 4. Hünstetten 5. Kiedrich 6. Niedernhausen 7. Schlangenbad 8. Waldems 9. Walluf |

## Vanjske poveznice
- Službena stranica (njem.)